# Liste der Kulturdenkmale in Ritzerau
In der Liste der Kulturdenkmale in Ritzerau sind alle Kulturdenkmale der schleswig-holsteinischen Gemeinde Ritzerau (Kreis Herzogtum Lauenburg) aufgelistet (Stand: 10. März 2025).

## Legende
In den Spalten befinden sich folgende Informationen:
- Objekt-ID: die Nummer des Kulturdenkmales
- Lage: die Adresse des Kulturdenkmales und die geographischen Koordinaten. Kartenansicht, um Koordinaten zu setzen. In der Kartenansicht sind Kulturdenkmale ohne Koordinaten mit einem roten Marker dargestellt und können in der Karte gesetzt werden. Kulturdenkmale ohne Bild sind mit einem blauen Marker gekennzeichnet, Kulturdenkmale mit Bild mit einem grünen Marker.
- Offizielle Bezeichnung: Bezeichnung des Kulturdenkmales
- Beschreibung: die Beschreibung des Kulturdenkmales
- Bild: ein Bild des Kulturdenkmales

## Sachgesamtheiten
| Objekt-ID | Lage                                                       | Offizielle Bezeichnung  | Beschreibung | Bild |
| --------- | ---------------------------------------------------------- | ----------------------- | --- | ---- |
| 51352     | Forstgehöft 2, Frankenbreite (53° 40′ 9″ N, 10° 33′ 41″ O) | Altes Forstamt Ritzerau | Altes Forstamt Ritzerau; um 1880, 1. Hälfte 20. Jh.; Forstgehöft aus Wohn- und Amtsgebäude mit Pferdestall, Remise und zweitem Wohnhaus - Begründung: geschichtlich, städtebaulich, Kulturlandschaft prägend - Schutzumfang: Altes Forstamt, Remise (Frankenbreite), Wohnhaus (Forstgehöft 2) | BW   |

## Bauliche Anlagen
| Objekt-ID | Lage                                        | Offizielle Bezeichnung | Beschreibung | Bild |
| --------- | ------------------------------------------- | ---------------------- | --- | ---- |
| 8906      | Frankenbreite (53° 40′ 9″ N, 10° 33′ 42″ O) | Altes Forstamt         | Altes Forstamt; um 1880; eingeschossiger Backsteinbau mit ausgebautem Drempel, flach geneigtes Satteldach mit Pappdeckung und Ziergespärren; angebauter Pferdestall mit hölzernen Dachabzügen - Begründung: geschichtlich, städtebaulich, Kulturlandschaft prägend - Schutzumfang: gesamtes Objekt - Denkmaltyp: Bauliche Anlage, Sachgesamtheit: Altes Forstamt Ritzerau | BW   |
| 51057     | Grünrade (53° 40′ 6″ N, 10° 33′ 25″ O)      | Holzkohlenmeiler       | Holzkohlenmeiler; 1940er Jahre; im Ritzerauer Forst gelegenes, halbkreisförmig angeordnetes Ensemble bestehend aus fünf als kuppelförmige Mauerwerksbauten errichteten Kohlenmeilern - Begründung: geschichtlich, technisch, Kulturlandschaft prägend - Schutzumfang: gesamtes Objekt - Denkmaltyp: Bauliche Anlage                                                       | BW   |

## Quelle
- Liste der Kulturdenkmale in Schleswig-Holstein – Herzogtum Lauenburg (PDF)

- Karte mit allen Koordinaten:
- OSM |
- WikiMap